# Budaörs
Budaörs (în germană Wudersch) este un oraș în districtul Budakesz, județul Pesta, Ungaria, având o populație de 26.129 de locuitori (2011). 

## Demografie
Componența etnică a orașului Budaörs
     Maghiari (90,6%)
     Germani (4,82%)
     Necunoscut (2,26%)
     Alții (2,32%)
Componența confesională a orașului Budaörs
     Romano-catolici (33,5%)
     Fără religie (20,7%)
     Reformați (8,48%)
     Atei (2,95%)
     Luterani (1,76%)
     Greco-catolici (1,31%)
     Necunoscută (30,94%)
     Alte religii (3,12%)
Conform recensământului din 2011, orașul Budaörs avea 26.129 de locuitori. Din punct de vedere etnic, majoritatea locuitorilor (90,6%) erau maghiari, cu o minoritate de germani (4,82%). Apartenența etnică nu este cunoscută în cazul a 2,26% din locuitori. Nu există o religie majoritară, locuitorii fiind romano-catolici (33,5%), persoane fără religie (20,7%), reformați (8,48%), atei (2,95%), luterani (1,76%) și greco-catolici (1,31%). Pentru 30,94% din locuitori nu este cunoscută apartenența confesională.